# Бургазада

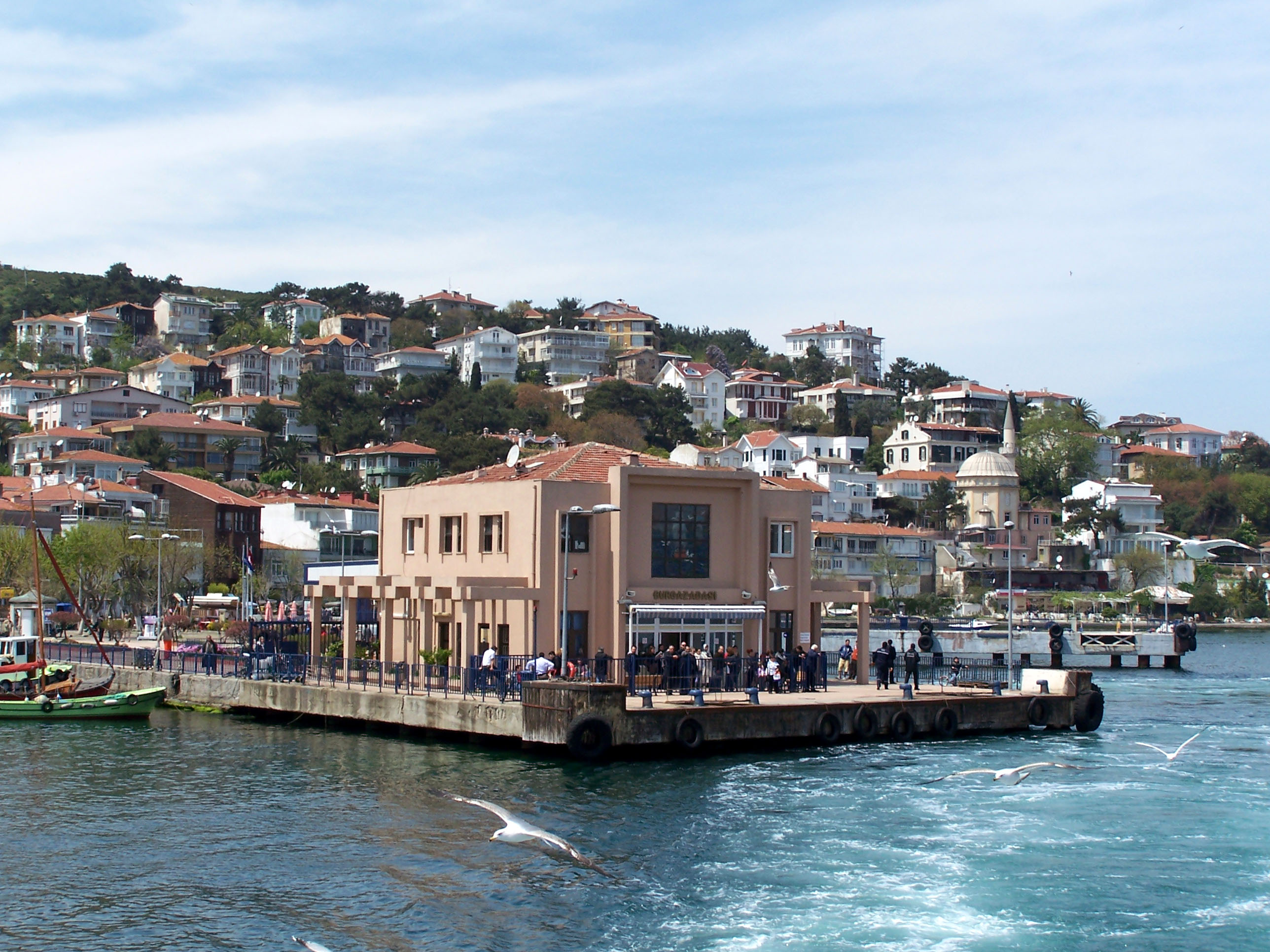
Порт Бургазади

Бургаз (Бургазада, тур. Burgazada або, коротко, Burgaz) або Антігона (грец. Αντιγόνη) — острів, третій за величиною серед Принцевих островів в Мармуровому морі біля Стамбула. Населення близько 1500 осіб.

## Географія
Офіційно відноситься до Стамбульського району Адалар. Являє собою пагорб, має 2 км у поперечину. Площа 1,5 км². На острові заборонено пересування на автомобілях, за винятком службових (поліція, швидка допомога), тому єдиним транспортом залишається гужовий. Дістатися до острова можна на поромі з Стамбула. Єдиною горою є пік Христа, його висота 170 метрів.

## Історія
Деметрій I Поліоркет діадох Олександра Македонського побудував тут форт і назвав острів Антігона в честь свого батька Антігона I, полководця Олександра Македонського. Однак зараз він відомий як Бургазада або, коротко, Бургас (по-турецьки «форт»).

## Пам'ятки
На острові знаходиться церква Айя Яні, побудована у 876 році. Вона неодноразово руйнувалась, нинішній вигляд має після реставрації 1896 року. Також тут знаходяться монастир Христа, шпиталь святого Георгія, святе джерело Аязма. Бургазький санаторій є одним з перших санаторіїв Стамбула, побудований в 1928 році. Єдина мечеть побудована на відзначення 500-річчя з дня взяття турками Константинополя в 1453 році.
На Бургазі жив знаменитий турецький письменник і поет Саїт Фаїк Абасияник, який описував острів у своїх оповіданнях і віршах. Нині в його будинку розташовується музей. В улюбленому ресторані письменника в Калпазанкайя знаходиться його статуя зі склянкою раки, який кожен день наповнює господар закладу. На честь письменника названо площу перед портом.
Перший приватний зоопарк Стамбула з'явився на Бургазі.

## Екологія
У 2003 році в результаті лісової пожежі згоріла значна частина лісового масиву острова.